# NGC 1184
NGC 1184 est une galaxie lenticulaire vue par la tranche et située dans la constellation de Céphée. NGC 1184 a été découverte par l'astronome germano-britannique William Herschel en 1884.

## Caractéristiques
Sa vitesse par rapport au fond diffus cosmologique est de 2 269 ± 20 km/s, ce qui correspond à une distance de Hubble de 33,5 ± 2,4 Mpc (∼109 millions d'al).